# Sorbothane
Le Sorbothane est un polymère synthétique viscoélastique d'uréthane. Il a de multiples applications, des écrans acoustiques à l'amortissement des chocs dans les semelles de chaussures. Ce matériau combine les propriétés du caoutchouc, du silicone et d'autres polymères élastiques. Il est considéré comme un bon amortisseur de vibrations mécaniques, un isolant phonique et est très durable.
La texture et les qualités d'amortissement du Sorbothane ressemblent à celles de la chair (meilleur amorti naturel).

## Utilisation
Le Sorbothane a été utilisé dans les ordinateurs personnels pour recouvrir les disques durs et autres composants bruyants.
Il constitue également la base des tuiles anéchoïques des sous-marins.
Sorbothane, Inc. propose également une gamme de semelles destinée au grand public (en vente en magasin de sport). Celles-ci sont utilisées par les sportifs mais également par les personnes actives au quotidien pour amortir les chocs et donc améliorer le confort.